# 5996 Julioangel
5996 Julioangel (1983 NR) là một tiểu hành tinh vành đai chính được phát hiện ngày 11 tháng 7 năm 1983 bởi E. Bowell ở Flagstaff.